# Stefan Ilsanker (saneczkarz)
Stefan Ilsanker (ur. 6 lipca 1965 w Lindau am Bodensee) – niemiecki saneczkarz reprezentujący Republikę Federalną Niemiec, wicemistrz świata, olimpijczyk.

## Kariera
Startując w parze z Georgiem Hacklem zdobył srebrny medal w dwójkach na mistrzostwach świata w 1987 rozgrywanych na torze w Igls. Para zachodnioniemiecka przegrała jedynie z reprezentantami Niemieckiej Republiki Demokratycznej Jörgiem Hoffmannem i Jochenem Pietzschem.
Razem z Hacklem zajął 4. miejsce w dwójkach na igrzyskach olimpijskich w 1988 w Calgary. Był srebrnym medalistą w drużynie mieszanej na mistrzostwach Europy w 1990 w Igls.
Zajął 2. miejsce w klasyfikacji Pucharu Świata w dwójkach w sezonach 1986/1987 i 1987/1988 oraz 3. miejsce w sezonach 1985/1986 i 1989/1990, zawsze w parze z Hacklem.